# Lista monumentelor istorice din București

Simbol utilizat în România pentru monumentele istorice

Lista monumentelor istorice din București cuprinde monumentele istorice din municipiul București înscrise în Patrimoniul cultural național al României. Lista completă este menținută și actualizată periodic de către Ministerul Culturii, Cultelor și Patrimoniului Național din România, ultima versiune datând din 2015.
Datorită dimensiunii prea mari, vă invităm să consultați listele pentru fiecare sector sau să căutați un monument folosind formularul de mai jos.
- Lista monumentelor istorice din București, sector 1
- Lista monumentelor istorice din București, sector 2
- Lista monumentelor istorice din București, sector 3
- Lista monumentelor istorice din București, sector 4
- Lista monumentelor istorice din București, sector 5
- Lista monumentelor istorice din București, sector 6
- Lista monumentelor istorice din București cu sector necunoscut